# Президентские выборы в Польше (2010)
Досрочные выборы президента Польши в связи с гибелью президента страны Леха Качиньского были назначены на 20 июня 2010 года. Так как по результатам первого тура ни один из десяти кандидатов не набрал большинство голосов, 4 июля 2010 года состоялся второй тур, в котором кандидат от партии «Гражданская платформа» Бронислав Коморовский, набрав 53,01 % голосов, победил кандидата от партии «Право и справедливость» Ярослава Качиньского (брата-близнеца погибшего президента).

## Назначение досрочных выборов
Очередные всенародные выборы президента Польши в 2010 году должны были пройти, в соответствии с конституцией Польши (ст. 128, пункт 2), между 19 сентября и 3 октября, так как пятилетний срок действовавшего президента Леха Качиньского истекал 23 декабря 2010 года.
10 апреля 2010 года президент Качиньский погиб в авиационной катастрофе. В связи с этим применяется положение Конституции, согласно которому не позже чем через 2 недели со дня открытия вакансии на президентском посту маршал Сейма Польши, исполняющий согласно ст. 131 Конституции обязанности президента Польши, должен назначить новые выборы на любое воскресенье не позже чем через 60 дней.
В своём обращении к нации исполняющий обязанности президента Польши Бронислав Коморовский 10 апреля заявил, что примет решение о дате выборов после консультаций со всеми фракциями Сейма. Дата была объявлена 21 апреля и пришлась на самую позднюю возможную дату — 20 июня.

## Условия
В случае, если в первом туре выборов ни один из кандидатов не набирал более 50 % голосов избирателей, через две недели проводился второй тур, в котором принимали участие 2 кандидата, получившие наибольшее число голосов, поданных в первом туре (во второй тур прошли Я. Качиньский и Б. Коморовский).
Право голоса имели все граждане Польши, имеющие 18 полных лет на день голосования (за исключением недееспособных по закону и поражённых в правах).

## Кандидаты
В соответствии со ст. 40 Закона от 27 сентября 1990 года «О выборах президента Польши», кандидат в президенты должен был собрать не менее 100 тысяч подписей избирателей в свою поддержку к 6 мая. Для этого ему сначала следовало учредить инициативную группу поддержки (минимум 15 человек), а затем зарегистрировать первую тысячу подписей в избирательной комиссии Польши к 26 апреля.
Выдвижение кандидатов в президенты для очередных выборов началось ещё до трагедии 10 апреля. В этот день погибли два вероятных кандидата в президенты — сам Лех Качиньский («Право и справедливость»), собиравшийся баллотироваться на второй срок, и вице-маршал Сейма Ежи Шмайдзиньский, представлявший Союз демократических левых сил.
Не принимали участие в выборах действующий премьер-министр Польши от партии «Гражданская платформа», занявший второе место на выборах-2005 Дональд Туск, а также достаточно популярный экс-президент Александр Квасьневский (выдвижение его невозможно по Конституции, так как он уже был два срока в должности). Отказался от участия в выборах Томаш Наленч, центристская «Социал-демократия Польши».
Создали инициативные группы поддержки и начали сбор подписей 23 кандидата (все мужчины). Шестеро из них не смогли в установленный срок собрать первоначальную 1000 подписей. Из оставшихся 17 кандидатов только 10 собрали в свою поддержку необходимые 100 тысяч подписей и, следовательно, получили право баллотироваться в президенты.
Польская национальная избирательная комиссия по итогам сбора подписей зарегистрировала для участия в выборах следующих кандидатов в президенты:
- Бронислав Коморовский, маршал Сейма и с 10 апреля 2010 года исполняющий обязанности президента Польши. Выдвинут партией «Гражданская платформа» ещё до гибели Качиньского.
- Януш Корвин-Микке, консервативная «Свобода и законность».
- Анджей Олеховский — независимый кандидат.
- Вальдемар Павляк, Польская крестьянская партия.
- Ярослав Качиньский, «Право и справедливость».
- Анджей Леппер, «Самооборона Республики Польша».
- Марек Юрек, «Правые Речи Посполитой».
- Корнель Моравецкий, «Сражающаяся Солидарность».
- Гжегож Наперальский, «Союз демократических левых сил» (экс-ПОРП).
- Богуслав Зентек, «Польская партия труда».

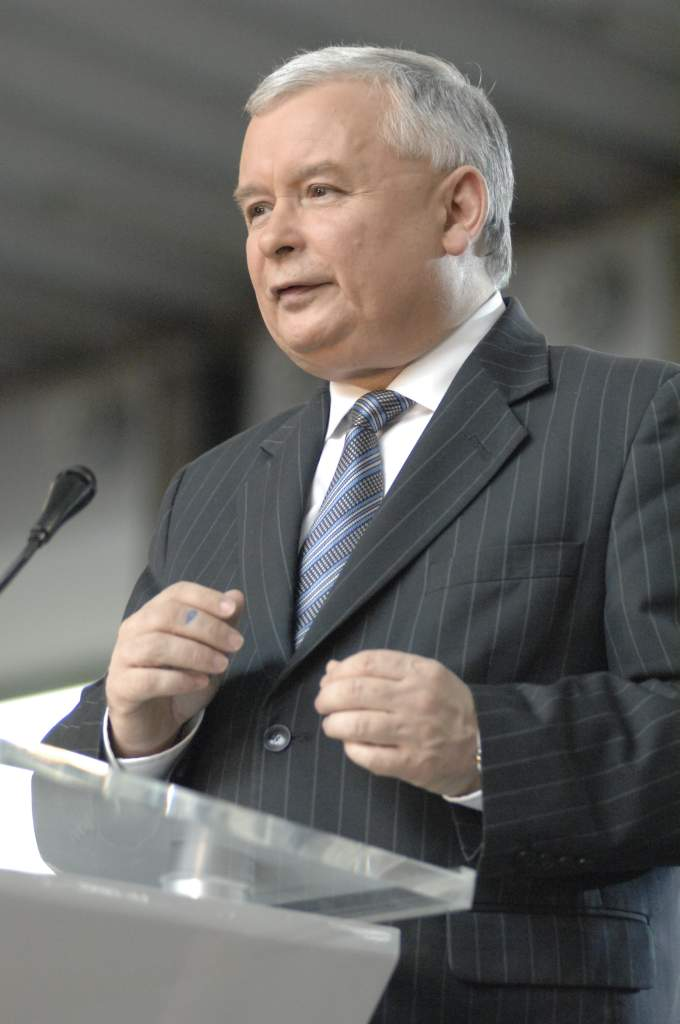
Бывший премьер-министр Польши Ярослав Качиньский (Право и справедливость), 60
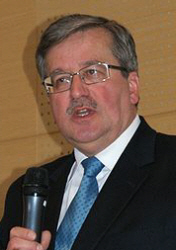
Маршал Сейма и исполняющий обязанности президента Бронислав Коморовский (Гражданская Платформа), 58
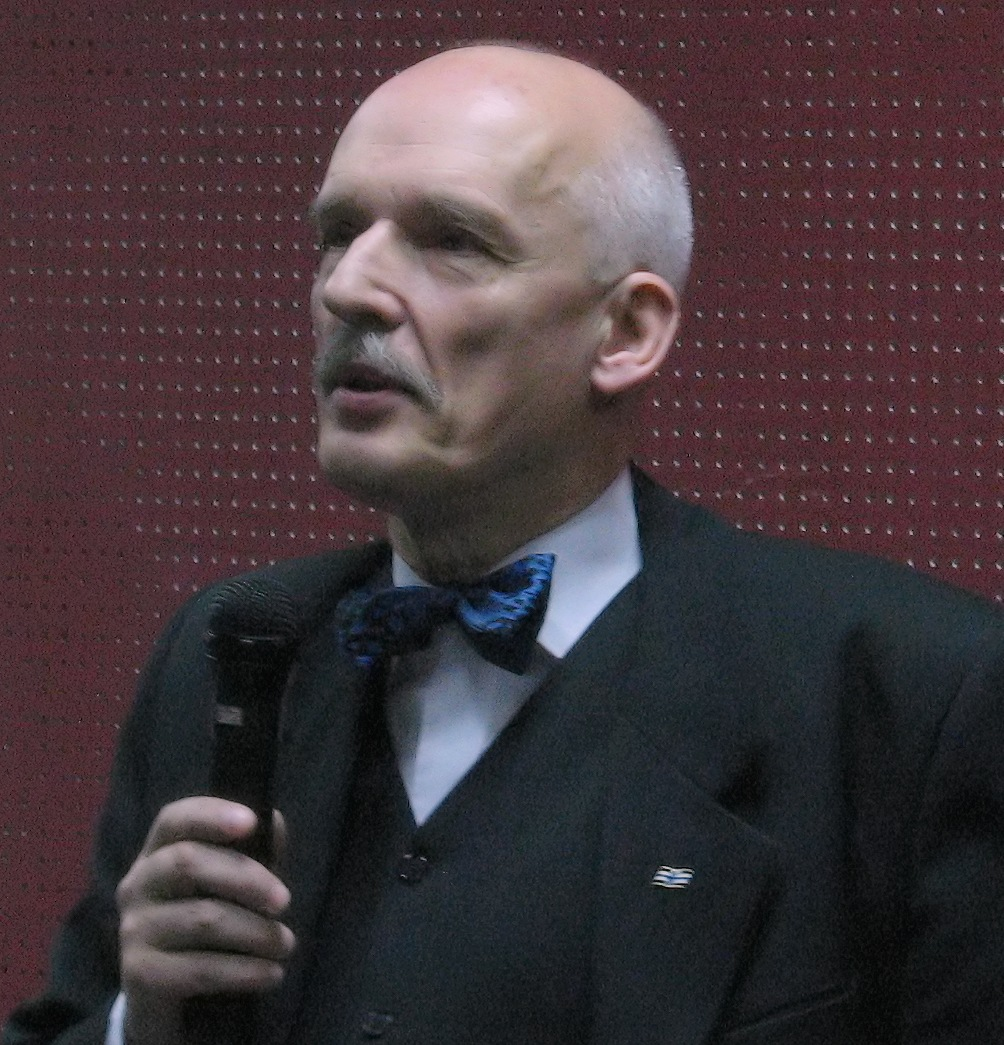
Бывший член Сейма Януш Корвин-Микке (Свобода и законность), 67
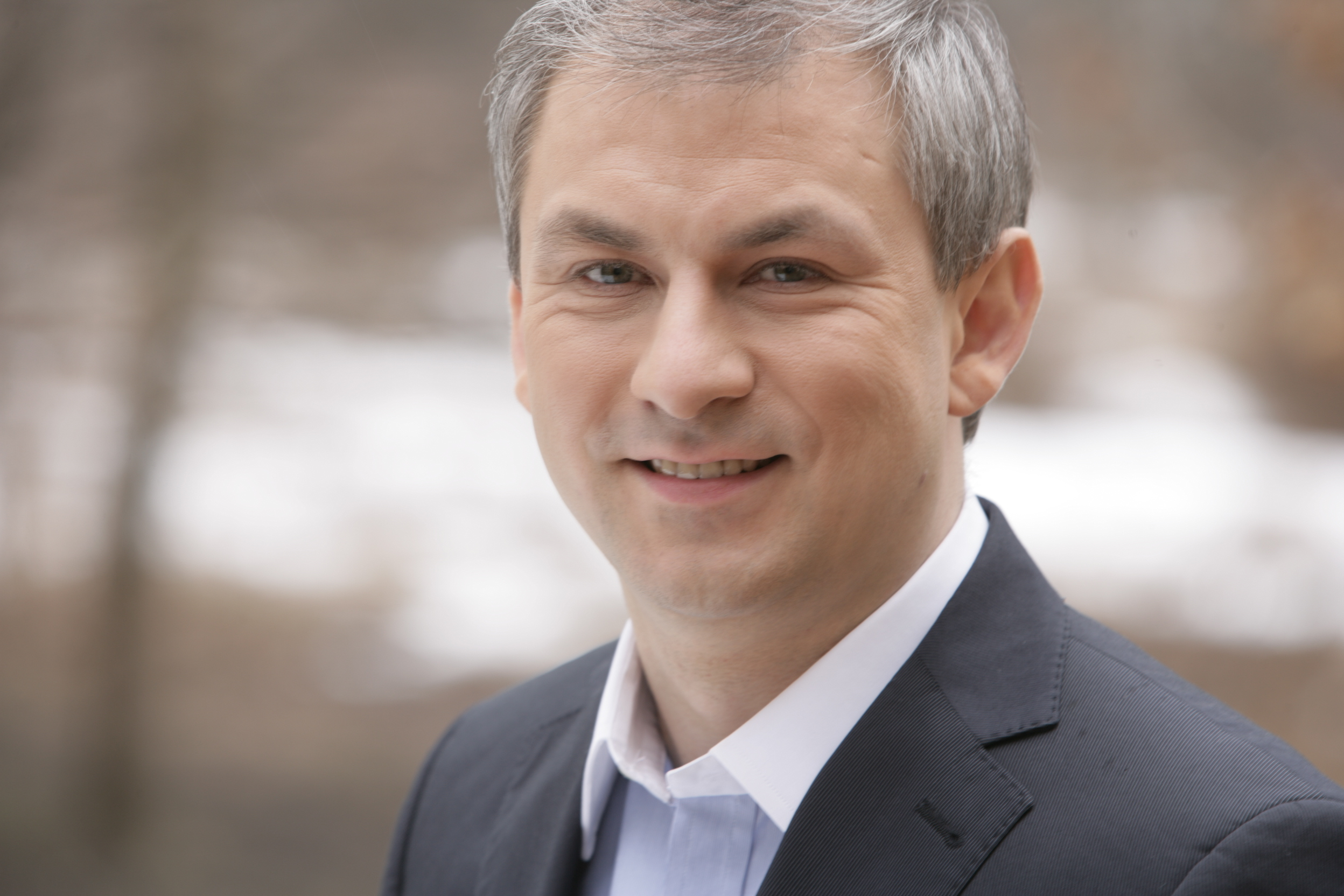
Глава партии и член Сейма Гжегож Наперальский (Союз демократических левых сил), 36
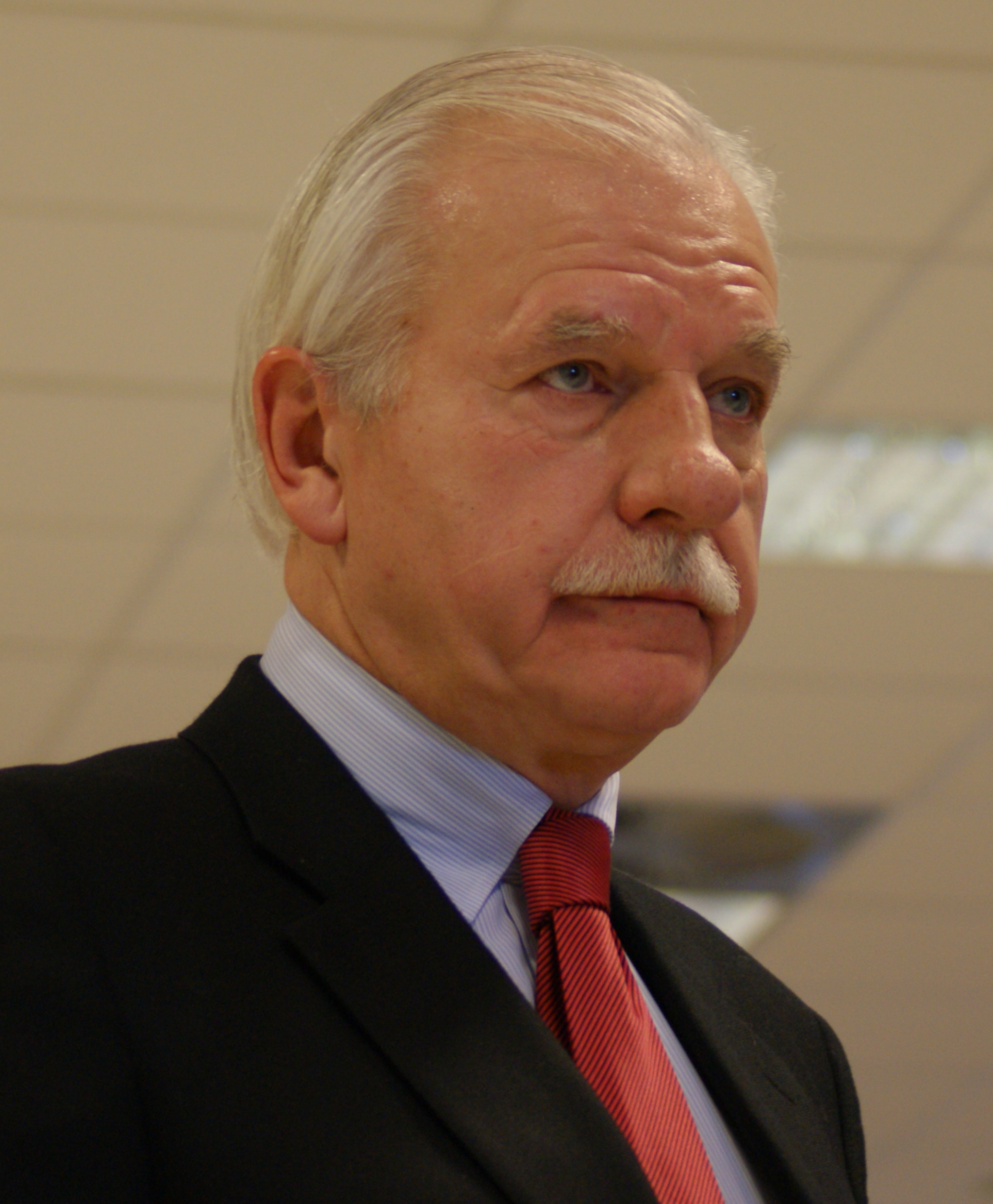
Бывший министр иностранных дел Анджей Олеховский (независимый), 62
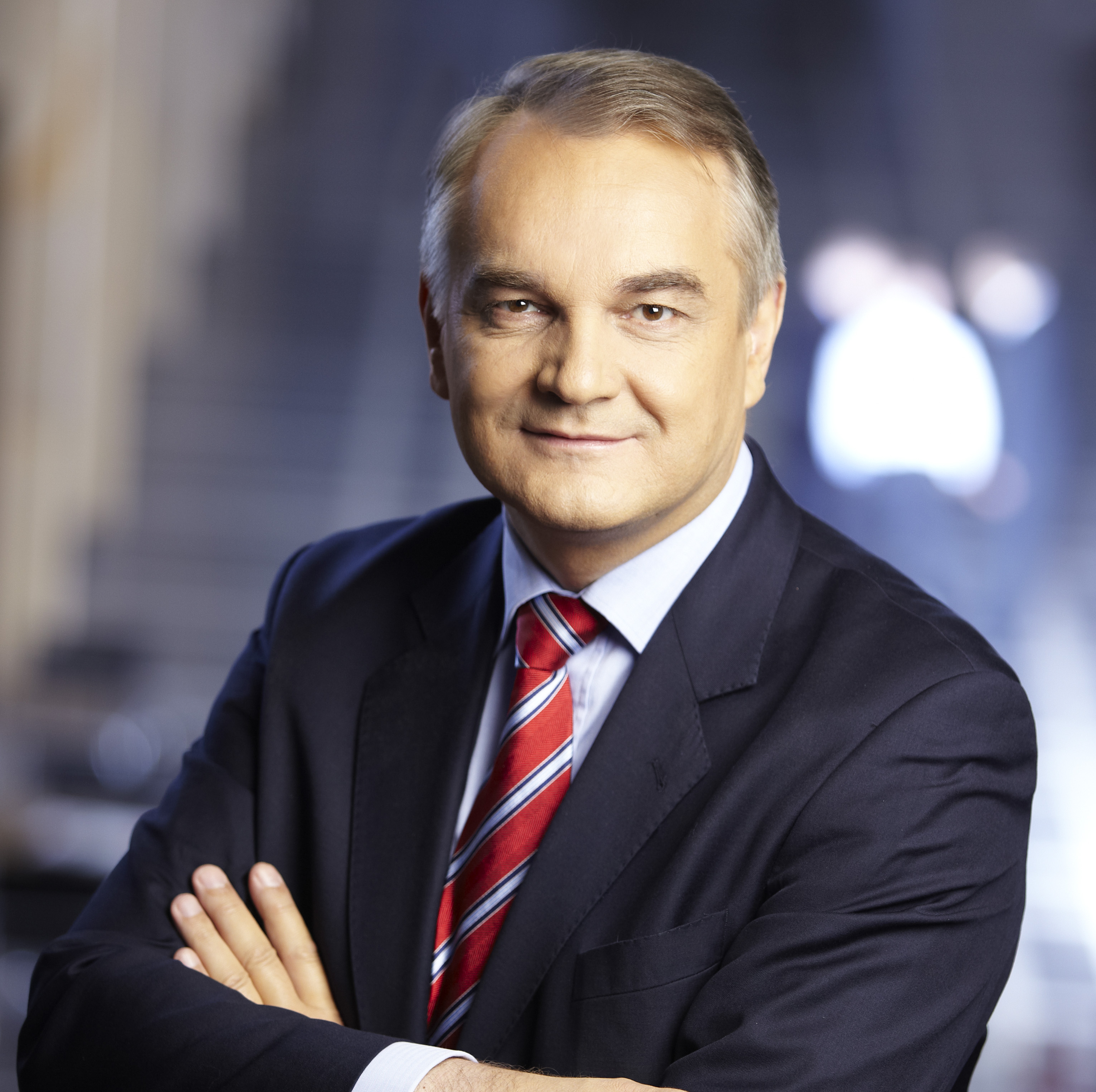
Бывший премьер-министр и вице-премьер Вальдемар Павляк (Польская крестьянская партия), 50
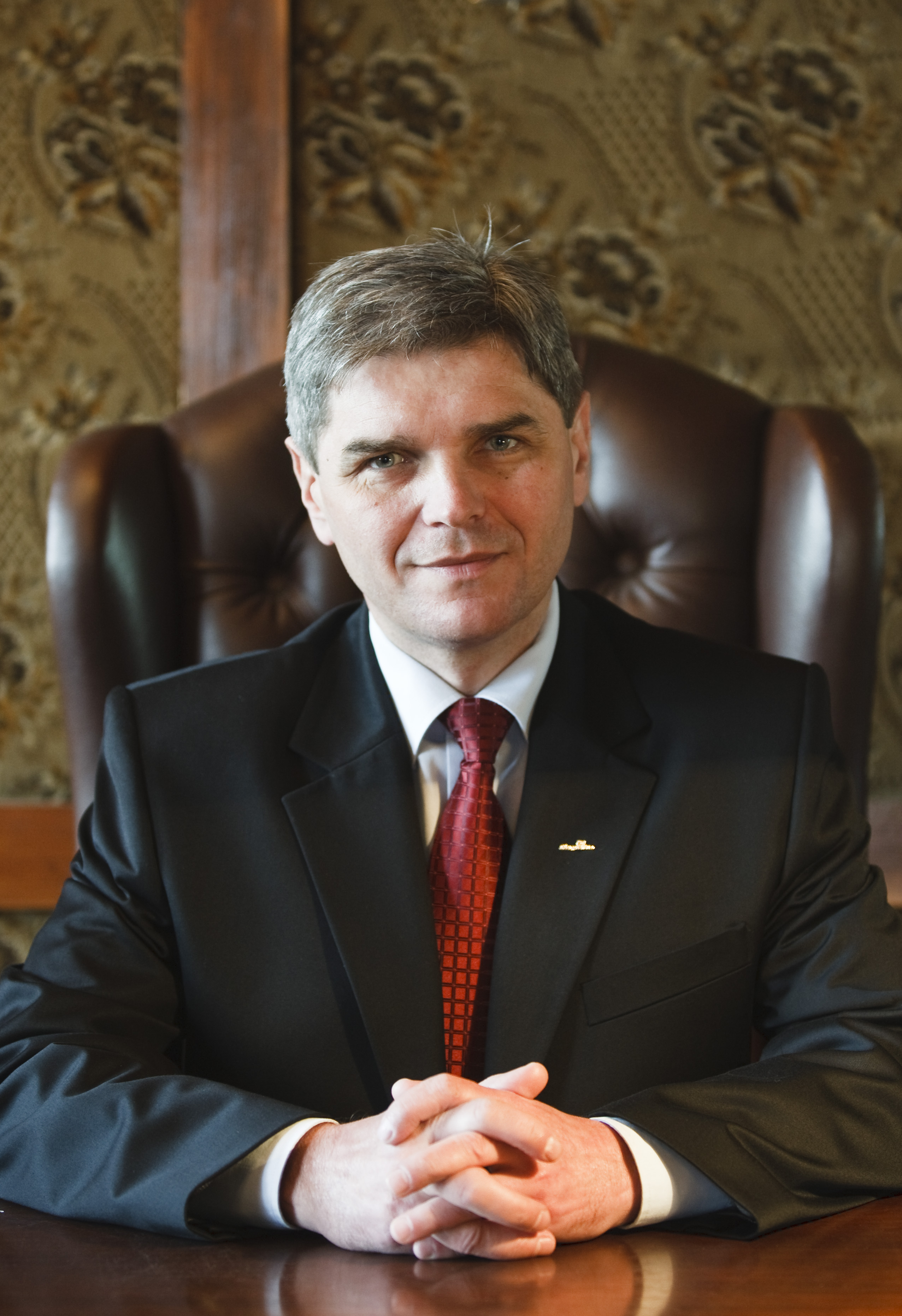
Лидер Свободного профсоюза «Август '80» и Польской партии труда Богуслав Зентек (Польская партия труда), 45

#### Кандидаты, не собравшие 100 000 подписей
- Габриэль Яновский — председатель Альянса за Польшу, национал-консерватор, бывший министр сельского хозяйства
- Радослав Кшиштоф Мазурский — ученый, географ, беспартийный, кандидат Славянского Союза
- Роман Мариуш Склепович — беспартийный
- Богдан Шпрингель — беспартийный, ранее баллотировался в Европейский парламент от Libertas.eu
- Людвик Васиак — президент Национальной партии имени Романа Дмовского
- Йожеф Франтишек Войчик — беспартийный

#### Снялись
- Здислав Збигнев Подкански — бывший член Европейского парламента от Польской крестьянской партии, лидер национально-консервативной партии Пяст[4].

## Опросы общественного мнения

### Первый тур
| Дата         | институт               | кандидат              | кандидат           | кандидат            | кандидат         | кандидат          | кандидат      | кандидат          | кандидат   | кандидат           | кандидат        | нерешительные голоса | источник |
| Дата         | институт               | Бронислав Коморовский | Ярослав Качиньский | Гжегож Наперальский | Вальдемар Павляк | Анджей Ольховский | Анджей Леппер | Януш Корвин-Микке | Марек Юрек | Корнель Моравецкий | Богуслав Жентек | нерешительные голоса | источник |
| ------------ | ---------------------- | --------------------- | ------------------ | ------------------- | ---------------- | ----------------- | ------------- | ----------------- | ---------- | ------------------ | --------------- | -------------------- | -------- |
| 7 мая 2010   | TNS OBOP               | 50 %                  | 36 %               | 4 %                 | 3 %              | 2 %               | 2 %           | 1 %               | 1 %        | 0 %                | 0 %             | -                    | [ 5 ]    |
| 10 мая 2010  | SMG/KRC Millward Brown | 45 %                  | 34 %               | 5 %                 | 4 %              | 3 %               | 1 %           | 2 %               | 1 %        | 0 %                | 0 %             | -                    | [ 6 ]    |
| 12 мая 2010  | GfK Polonia            | 41 %                  | 28 %               | 4 %                 | 0 %              | 3 %               | 0 %           | 0 %               | 0 %        | 0 %                | 0 %             | 16 %                 | [ 7 ]    |
| 14 мая 2010  | TNS OBOP               | 51 %                  | 38 %               | 4 %                 | 2 %              | 2 %               | 1 %           | 1 %               | 1 %        | 0 %                | 0 %             | -                    | [ 8 ]    |
| 15 мая 2010  | GfK Polonia            | 48 %                  | 30 %               | 5 %                 | 2 %              | 4 %               | 2 %           | 2 %               | 1 %        | 0 %                | 0 %             | 6 %                  | [ 9 ]    |
| 15 мая 2010  | Homo Homini            | 42,2 %                | 35,9 %             | 4,7 %               | 5,7 %            | 2,3 %             | 0,6 %         | 0,7 %             | 1,9 %      | 0 %                | 0 %             | 6 %                  | [ 10 ]   |
| 17 мая 2010  | SMG/KRC Millward Brown | 49 %                  | 29 %               | 3 %                 | 2 %              | 3 %               | 3 %           | 1 %               | 1 %        | 0 %                | 0 %             | 7 %                  | [ 11 ]   |
| 22 мая 2010  | GfK Polonia            | 53 %                  | 28 %               | 4 %                 | 3 %              | 4 %               | 4 %           | 3 %               | 1 %        | 0 %                | 0 %             | -                    | [ 12 ]   |
| 29 мая 2010  | Homo Homini            | 47,6 %                | 32,5 %             | 6,1 %               | 4,2 %            | 1,6 %             | 0,7 %         | 0,6 %             | 0,7 %      | 0,1 %              | 0,1 %           | 5,6 %                | [ 13 ]   |
| 31 мая 2010  | SMG/KRC Millward Brown | 46 %                  | 30 %               | 9 %                 | 1 %              | 1 %               | 1 %           | 3 %               | 0 %        | 0 %                | 0 %             | 5 %                  | [ 14 ]   |
| 2 июня 2010  | PBS DGA                | 48 %                  | 33 %               | 8 %                 | 3 %              | 2 %               | 2 %           | 2 %               | 0 %        | 0 %                | 0 %             | -                    | [ 15 ]   |
| 4 июня 2010  | SMG/KRC Millward Brown | 42 %                  | 31 %               | 6 %                 | 1 %              | 1 %               | 1 %           | 3 %               | 0 %        | 0 %                | 0 %             | 15 %                 | [ 16 ]   |
| 5 июня 2010  | Homo Homini            | 46,5 %                | 32,4 %             | 6,1 %               | 4,4 %            | 2,2 %             | 0,6 %         | 0,4 %             | 0,4 %      | 0,1 %              | 0 %             | 6,4 %                | [ 17 ]   |
| 7 июня 2010  | SMG/KRC Millward Brown | 43 %                  | 32 %               | 8 %                 | 3 %              | 2 %               | 1 %           | 2 %               | 1 %        | 0 %                | 1 %             | 5 %                  | [ 18 ]   |
| 9 июня 2010  | SMG/KRC Millward Brown | 45 %                  | 31 %               | 7 %                 | 2 %              | 2 %               | 1 %           | 2 %               | 0 %        | 0 %                | 0 %             | 5 %                  | [ 19 ]   |
| 12 июня 2010 | GFK Polonia            | 42 %                  | 29 %               | 11 %                | 4 %              | 1 %               | 1 %           | 2 %               | 1 %        | 0 %                | 0 %             | 9 %                  | [ 20 ]   |

### Второй тур
| Дата        | Институт               | Кандидат              | Кандидат           | нерешительные голоса | источник |
| Дата        | Институт               | Бронислав Коморовский | Ярослав Качиньский | нерешительные голоса | источник |
| ----------- | ---------------------- | --------------------- | ------------------ | -------------------- | -------- |
| 7 мая 2010  | TNS OBOP               | 61 %                  | 39 %               | -                    | [ 5 ]    |
| 10 мая 2010 | SMG/KRC                | 54 %                  | 41 %               | 5 %                  | [ 6 ]    |
| 12 мая 2010 | GfK Polonia            | 53 %                  | 34 %               | 13 %                 | [ 7 ]    |
| 14 мая 2010 | TNS OBOP               | 55 %                  | 39 %               | 6 %                  | [ 21 ]   |
| 17 мая 2010 | SMG/KRC Millward Brown | 58 %                  | 33 %               | 9 %                  | [ 22 ]   |
| 2 июня 2010 | PBS DGA                | 64 %                  | 36 %               | -                    | [ 23 ]   |
| 4 июня 2010 | SMG/KRC Millward Brown | 56 %                  | 35 %               | 9 %                  | [ 24 ]   |
| 9 июня 2010 | SMG/KRC Millward Brown | 54 %                  | 36 %               | 7 %                  | [ 19 ]   |

## Результаты
| Кандидат                    | Кандидат                    | Субъект выдвижения                | Первый тур | Первый тур | Второй тур | Второй тур |
| Кандидат                    | Кандидат                    | Субъект выдвижения                | Голосов    | %          | Голосов    | %          |
| --------------------------- | --------------------------- | --------------------------------- | ---------- | ---------- | ---------- | ---------- |
|                             | Бронислав Коморовский       | Гражданская платформа             | 6 981 319  | 41,54      | 8 933 887  | 53,01      |
|                             | Ярослав Качиньский          | Право и справедливость            | 6 128 255  | 36,46      | 7 919 134  | 46,99      |
|                             | Гжегож Наперальский         | Союз демократических левых сил    | 2 299 870  | 13,68      |            |            |
|                             | Януш Корвин-Микке           | Свобода и законность              | 416 898    | 2,48       |            |            |
|                             | Вальдемар Павляк            | Польская народная партия          | 294 273    | 1,75       |            |            |
|                             | Анджей Олеховский           | Демократическая партия            | 242 439    | 1,44       |            |            |
|                             | Анджей Леппер               | Самооборона Республики Польша     | 214 657    | 1,28       |            |            |
|                             | Марек Юрек                  | Правые Речи Посполитой            | 177 315    | 1,06       |            |            |
|                             | Богуслав Зентек             | Польская партия труда — Август 80 | 29 548     | 0,18       |            |            |
|                             | Корнель Моравецкий          | Независимый кандидат              | 21 596     | 0,13       |            |            |
| Действительных бюллетеней   | Действительных бюллетеней   | Действительных бюллетеней         | 16 806 170 | 99,30      | 16 853 021 | 98,84      |
| Недействительных бюллетеней | Недействительных бюллетеней | Недействительных бюллетеней       | 117 662    | 0,70       | 197 396    | 1,16       |
| Всего бюллетеней            | Всего бюллетеней            | Всего бюллетеней                  | 16 923 832 | 100,00     | 17 050 417 | 100,00     |
| Явка избирателей            | Явка избирателей            | Явка избирателей                  | 30 813 005 | 54,92      | 30 833 924 | 55,30      |
| Источник: PKW, PKW          |                             |                                   |            |            |            |            |

## Довыборы вСенат Польши
Вероятно, одновременно с президентскими выборами пройдут довыборы на три места в Сенат Польши, также вызванные трагедией 10 апреля. В этот день погибли три действующих сенатора — Кристина Бохенек от «Гражданской платформы», Янина Фетлиньска и Станислав Зайонц (оба от партии «Право и справедливость»). Сенатор Зайонц сам был избран на довыборах на место скончавшегося 21 марта 2008 года Анджея Мазуркевича; таким образом, на протяжении одного VII созыва Сената одно и то же кресло будет занято трижды.
1. ↑  Polish Market Online .:. Polish Market Online .:. What’s next for Poland? Дата обращения: 16 апреля 2010. Архивировано из оригинала 5 октября 2011 года.